# نان هات داگ

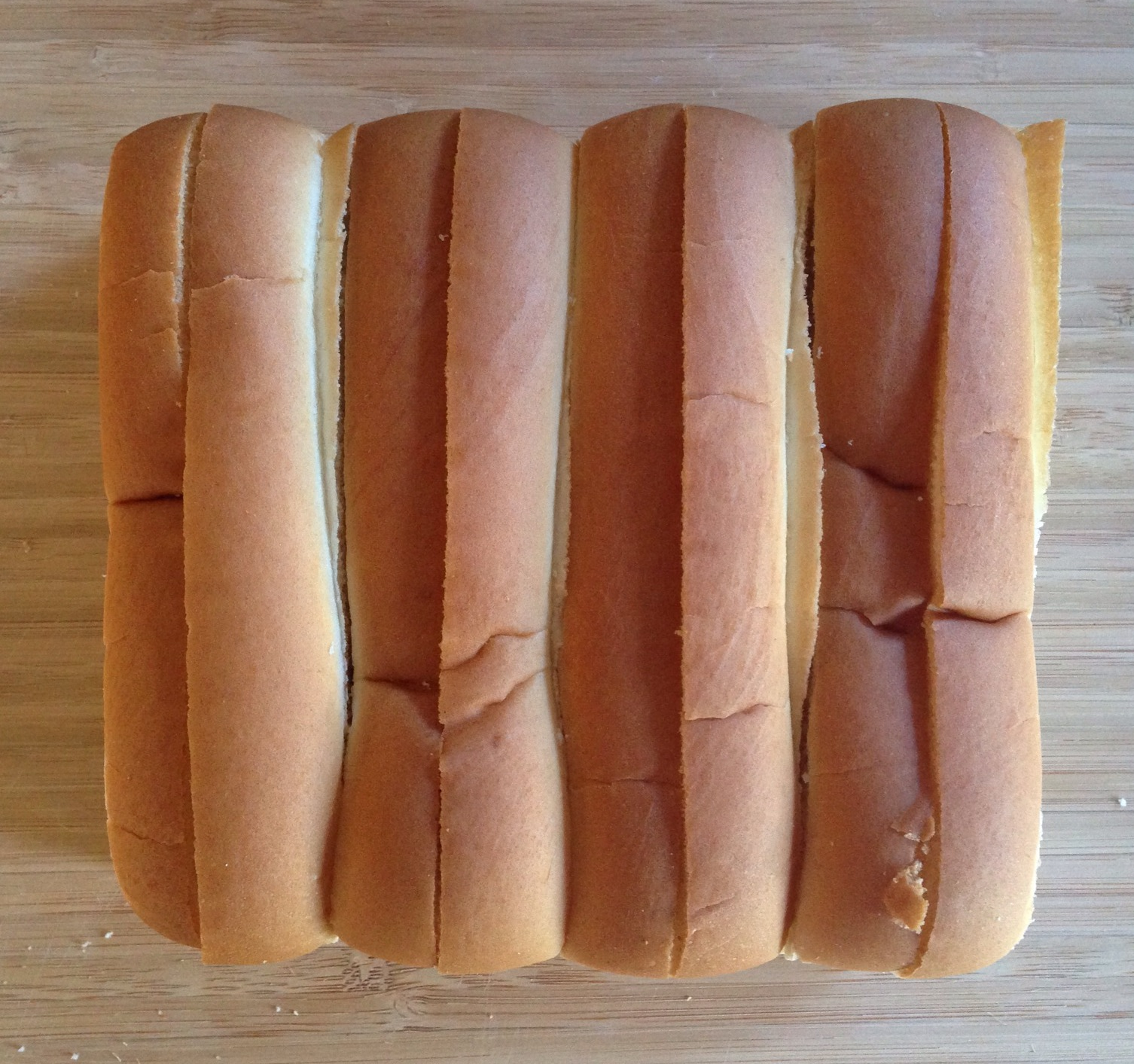
نان هات داگ به سبک نیوانگلند

نان هات داگ نوعی نان نرم است که به‌طور خاص حاوی هات داگ یا نوع دیگری از سوسیس است.
نان با بارگیری از بقل در بیشتر ایالات متحده رایج است، در حالی که نان هات داگ به سبک نیوانگلند با بارگیری بالا در آن منطقه محبوب است. سایر تغییرات منطقه ای شامل افزودن دانه‌های خشخاش به نان هات داگ به سبک شیکاگو است.

## تاریخچه
بروس کریگ، مورخ هات داگ و استاد بازنشسته دانشگاه روزولت معتقد است که اصطلاح «هات داگ» در اواخر قرن نوزدهم توسط ناظران آمریکایی مهاجران آلمانی ابداع شد که سوسیس روی نان می‌خوردند. آمریکایی‌ها به شوخی می‌گفتند که سوسیس‌ها به طرز مشکوکی شبیه داشهوند‌های آلمانی هستند.
به گفته نویسنده جفری استانتون، چارلز فلتمن در سال ۱۸۷۱ یک نان هات داگ دراز را در جزیره کنی اختراع کرد.
بر اساس آگهی ترحیم ایگناتز فریشمان، نانوا مهاجر اتریشی که در سال ۱۹۰۴ منتشر شد، «رول وین» که در اختیار فروشندگان هات داگ جزیره کنی قرار می‌گرفت توسط فریشمن اختراع شد و مدتی قبل از مرگ او را به یک مرد ثروتمند تبدیل کرد.
در نمایشگاه خرید لوئیزیانا در سال ۱۹۰۴، در سنت لوئیس، میسوری، یک صاحب امتیاز آلمانی به نام آنتوان فوشتوانگر، سوسیس‌های داغی به نام " فرانکفورتر " به نام زادگاهش، فرانکفورت، در هسن سرو کرد. او ابتدا برای مشتریانش دستکش قرض می‌داد تا سوسیس‌هایش را نگه دارند. وقتی خیلی از مشتریانش دیگر برنگشتند، از برادرش که نانوا بود خواست که راه حلی ابداً کند؛ بنابراین، نان هات داگ متولد شد.

## تغییرات منطقه ای

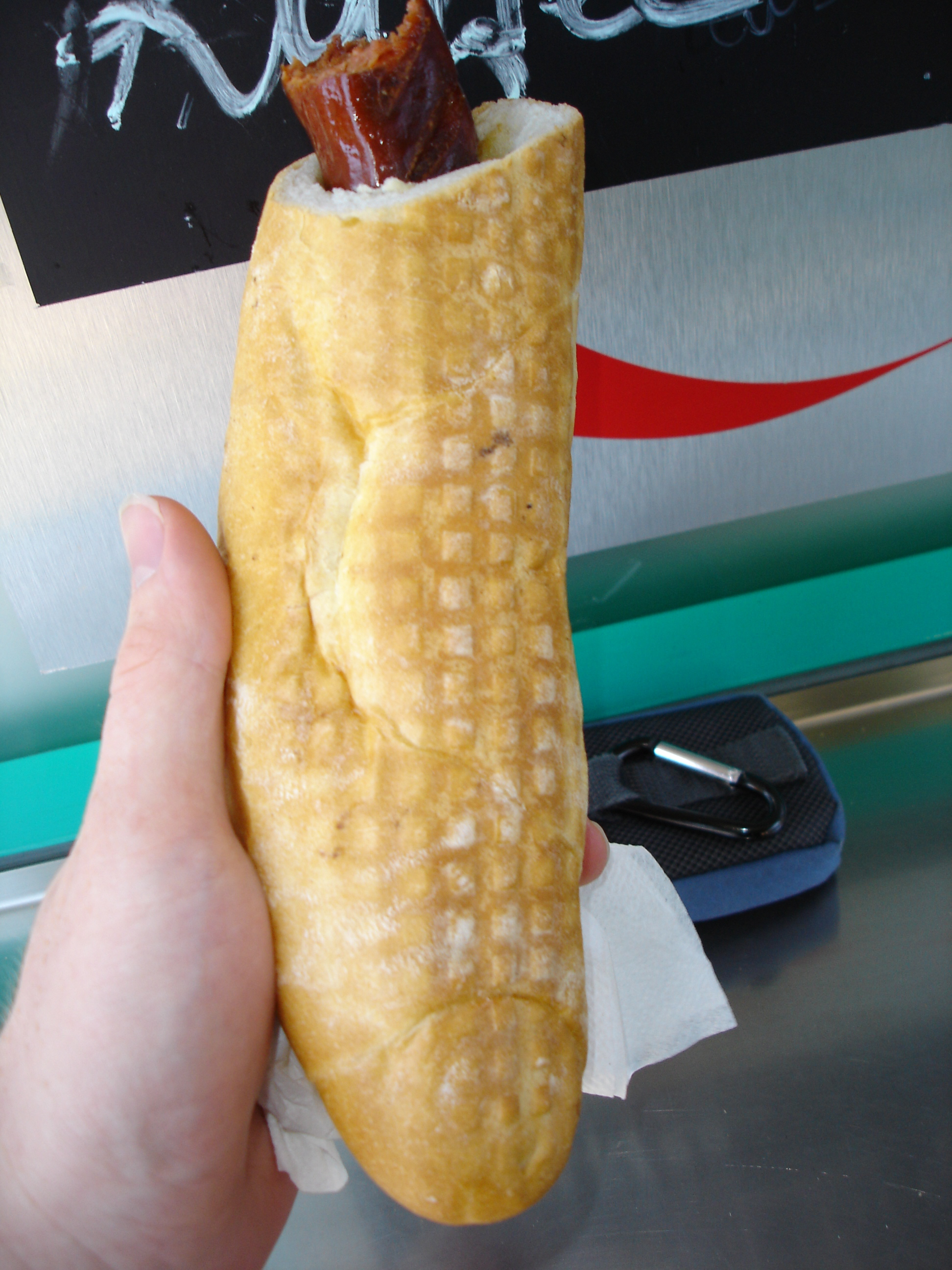
نان هات داگ

نان‌های هات داگ دوشاخه در نیو-انگلند برای رول خرچنگ و ساندویچ صدف محبوب هستند.
در شیکاگو، ایلینویز، جایی که نان‌های خشخاش معمولاً با هات‌داگ‌های شیکاگو سرو می‌شود، نان‌ها با آرد با گلوتن بالا درست می‌شوند تا بخار شوند.
در اتریش، لهستان و در سرتاسر اروپای مرکزی «هات داگ» به باگتی گفته می‌شود که انتهای آن را بریده و روی سنبله می‌کوبند تا بتوان سوسیس را در آن فروکرد. در دانمارک این تنوع به دلیل استفاده از نان باگت به عنوان «هات داگ فرانسوی» و «سس هات داگ فرانسوی» که حاوی خردل دیژون است شناخته می‌شود. باگت‌های مخصوص تهیه شده برای این غذای محبوب درست می‌شود.